# Celebration Day (filme)
Celebration Day é um filme-concerto e álbum ao vivo da banda britânica de rock Led Zeppelin, gravado no Tribute Concert Ahmet Ertegun em 10 de dezembro de 2007, na Arena O2 em Londres. Foi dado um prazo limitado para o filme nos cinemas a partir de 17 de outubro de 2012, e foi lançado em home vídeo e vários formatos de vídeo em 19 de novembro de 2012. O desempenho, os lançamentos de filmes, e álbuns têm sido amplamente elogiados.

## Gravação e promoção
Em 2007, um show beneficente para comemorar a vida do executivo musical Ahmet Ertegun foi encenado com uma reunião do Led Zeppelin como o ato principal. Eles tocaram várias de suas músicas mais famosas para uma multidão entusiasmada e coordenaram uma gravação profissional do show com 16 câmeras, com a perspectiva de um laçamento de um home vídeo. Rumores circularam imediatamente que a gravação se tornaria possível, mas no ano seguinte, o membro da banda Jimmy Page disse que o lançamento não era certo e que era necessário mixar e seria "um trabalho enorme para embarcar". O baixista John Paul Jones concordou que ele gostaria de vê-lo lançado comercialmente, mas que não possuía tempo disponível. Mesmo em 2010, Page foi incerto sobre o status do álbum. Em 9 de setembro de 2012, a banda atualizou sua página no Facebook, o que levou a especulações de que o lançamento foi finalmente concluído. Detalhes que vazaram nos dias seguintes, com uma fonte do The Sun dizendo em 11 de setembro que o álbum estava pronto para a liberação final daquele ano e sites de teatro anunciando transmissões do filme previsto para o mês seguinte.
Em 13 de setembro, a banda revelou que o filme chegará aos cinemas em 17 de outubro, com estreia em Berlim, Londres, Los Angeles, Nova Iorque e Tóquio e que o home vídeo foi marcado para 19 de novembro. Os membros remanescentes da banda apareceram em um evento para a imprensa em 21 de setembro para promover o lançamento. Eles estrearam o filme no Odeon West End e responderam a perguntas depois, quando questionados sobre mais shows e performances de reuniões, o trio ficou tímido.
Como o melhor álbum sucessos Mothership de 2007, a capa e arte promocional foram desenhados por Shepard Fairey. Alan Moulder trabalhou com Jimmy Page na mixagem do álbum, mas usaram apenas uma quantidade mínima de overdubs e correções, como tanto o desempenho em si e a gravação eram de de alta qualidade.

## Lançamento e recepção
O álbum foi lançado em uma edição padrão que consiste em um DVD ou Blu-ray que vem com duas trilhas sonoras de CDs. Um triplo LP de vinil foi inicialmente anunciado para ser lançado em 10 de dezembro de 2012, mas a distribuição começou em meados de fevereiro de 2013. A edição de luxo inclui vídeo bônus dos ensaios e filmagens da rede de notícias Shepperton da BBC. Além disso,  há uma somente o áudio com som blu-ray e nenhum vídeo.

### Concerto
O concerto tributo foi bem recebido. O New Musical Express publicou que o show "prova que eles ainda podem realizar ao nível que originalmente lhes valeu sua lendária reputação". Escrevendo para o The New Yorker, Sasha Frere-Jones opinou, "os shows fracassados da década de oitenta e noventa foram suplantados por um triunfo, e a banda deve estar satisfeita por ter feito Ertegun orgulhoso com um desempenho tão animado".

### Filme
O filme também recebeu elogios dos críticos. Marc Lee do The Daily Telegraph deu-lhe cinco de cinco estrelas e concluiu que "Celebration Day é uma celebração do rock 'n' roll em seu mais comovente, mágico e magnífico". A triagem foi inicialmente aberta em mais de 1.500 telas em 40 países e arrecadou mais de 2 milhões de dólares, levando a novas apresentações em todo o mundo.

## Faixas
Todas as músicas são administrados pela WB Music Corp. (ASCAP)
Faixas
1. "Good Times Bad Times" (John Bonham, John Paul Jones, e Jimmy Page) – 3:12
2. "Ramble On" (Page e Robert Plant) – 5:45
3. "Black Dog" (Jones, Page, e Plant) – 5:53
4. "In My Time of Dying" (Bonham, Jones, Page, e Plant) – 11:11
5. "For Your Life" (Page e Plant) – 6:40
6. "Trampled Under Foot" (Jones, Page, e Plant) – 6:20
7. "Nobody's Fault but Mine" (Page e Plant) – 6:44
8. "No Quarter" (Jones, Page, e Plant) – 9:22
9. "Since I've Been Loving You" (Jones, Page, e Plant) – 7:52
10. "Dazed and Confused" (Page; inspirado por Jake Holmes) – 11:44
11. "Stairway to Heaven" (Page e Plant) – 8:49
12. "The Song Remains the Same" (Page e Plant) – 5:47
13. "Misty Mountain Hop" (Jones, Page, e Plant) – 5:08
14. "Kashmir" (Bonham, Page, e Plant) – 9:07

Primeiro Encore
1. "Whole Lotta Love" (Bonham, Willie Dixon, Jones, Page e Plant) – 7:26

Segundo Encore
1. "Rock and Roll" (Bonham, Jones, Page, e Plant) – 4:35

Bônus de recursos de vídeo
- Ensaios da Shepperton
- Filmagens da BBC

## Créditos
Led Zeppelin
- Jason Bonham – bateria, percussão, vocais de apoio em "Good Times Bad Times" e "Misty Mountain Hop"
- John Paul Jones – baixo e teclado
- Jimmy Page – guitarra e produção
- Robert Plant – vocal; gaita em "Nobody's Fault But Mine", e pandeiro em "In My Time of Dying" e "Stairway to Heaven"

Equipe adicional
- Big Mick – som ao vivo e mixagem
- Dick Carruthers – direção
- John Davis – masterização
- Alan Moulder – mixagem
- Victor Riva – efeitos especiais